# Акропоматовые
Акропоматовые (лат. Acropomatidae) — семейство лучепёрых рыб из отряда окунеобразных, состоящее из 7 родов и 32 видов. Они встречаются в умеренных и тропических всех океанов, как правило, на глубине нескольких сотен метров.
Представители семейства, как правило, небольшие, максимум до 40 см в длину, но большинство не более 15 см. У них есть два спинных плавника, первый из 7—10 шипов, а второй с одной колючкой (или без неё) и 8—10 мягкими лучами. Анальный плавник имеет два или три шипа, и 7—9 мягких лучей. Брюшные плавники с одним колючим и пятью мягкими лучами. У некоторых представителей рода Acropoma имеются органы свечения, а анальное отверстие расположено рядом с основаниями грудных плавников.

## Время появления родов

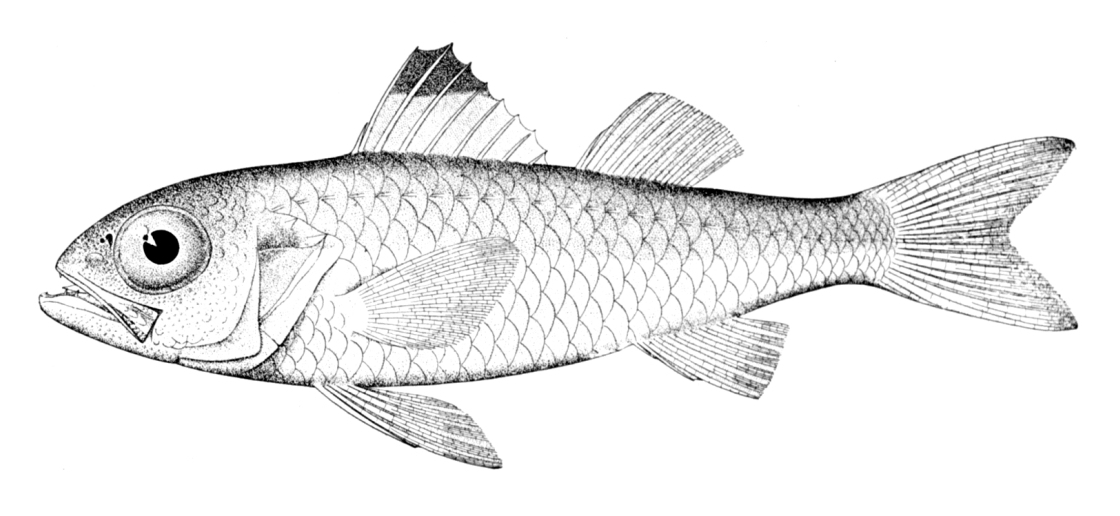
Synagrops bellus

## Роды
- Acropoma
- Apogonops
- Doederleinia
- Malakichthys
- Neoscombrops
- Synagrops
- Verilus